# Thecla quindiensis
Thecla quindiensis är en fjärilsart som beskrevs av Max Wilhelm Karl Draudt 1921. Thecla quindiensis ingår i släktet Thecla och familjen juvelvingar. Inga underarter finns listade i Catalogue of Life.